# Jean de Katavas
Jean de Katavas (en grec: Ιωάννης Καταβάς) est un seigneur féodal et régent de la principauté d'Achaïe.
C'est l'un des vassaux de Geoffroy de Briel, le baron de Karytaina. En grande infériorité numérique, il arrive à battre les Byzantins à la bataille de Prinitza en 1264,.
Il souffrait de rhumatismes.

## Sources
- Mark C. Bartusis, The Late Byzantine Army : Arms and Society, 1204–1453, Philadelphia, Pennsylvania, University of Pennsylvania Press, 1997, 438 p. (ISBN 0-8122-1620-2, lire en ligne)
- Deno John Geanakoplos, Emperor Michael Palaeologus and the West, 1258–1282 : A Study in Byzantine-Latin Relations, Cambridge, Massachusetts, Harvard University Press, 1959 (lire en ligne)